# Koumiba Djossouvi

a Compétitions nationales et continentales officielles uniquement.

b Matchs officiels uniquement.
Koumiba Djossouvi, née le 2 novembre 1982, est une joueuse internationale française de rugby à XV occupant le poste de troisième ligne aile.

## Biographie
Koumiba Djossouvi a évolué durant quatre saisons au Rugby Club lonsois, à Lons, dans la banlieue de Pau, elle y connaît des sélections en équipe de France de rugby à sept puis en équipe de France de rugby à XV, et est championne de France en 2012.
Elle a été championne de France avec Montpellier en 2007, 2013 et 2014 et a joué une saison à Saint-Orens. En 2013, elle revient au Montpellier Hérault Rugby.
Elle gagne le Tournoi des Six Nations en 2014 avec l'équipe de France en réalisant le Grand Chelem. Le 27 avril 2014, elle est championne de France avec Montpellier à Arnas (69), en battant l'AC Bobigny (29-19),.
Elle est masseuse-hydrothérapeute. Diplômée de l'université de Bordeaux, titulaire d'une licence activités physiques adaptées, elle a poursuivi sa formation en Belgique en psychomotricité. À son retour, elle travaille pendant cinq ans dans un centre de rééducation fonctionnelle accueillant des traumatisés crâniens en phase d'éveil.

## Palmarès

### En club
- Vainqueur du Championnat de France en 2007, 2013 et 2014 avec Montpellier et en 2012 avec le RC Lons.

### En équipe nationale
- 18 sélections en équipe de France de rugby à XV.
- Troisième de la Coupe du monde en 2014.
- Vainqueur du Tournoi des Six Nations en 2014 (Grand Chelem)
- Sélections en équipe de France de rugby à sept (10 tournois internationaux IRB)

Tournoi des Six Nations 2014
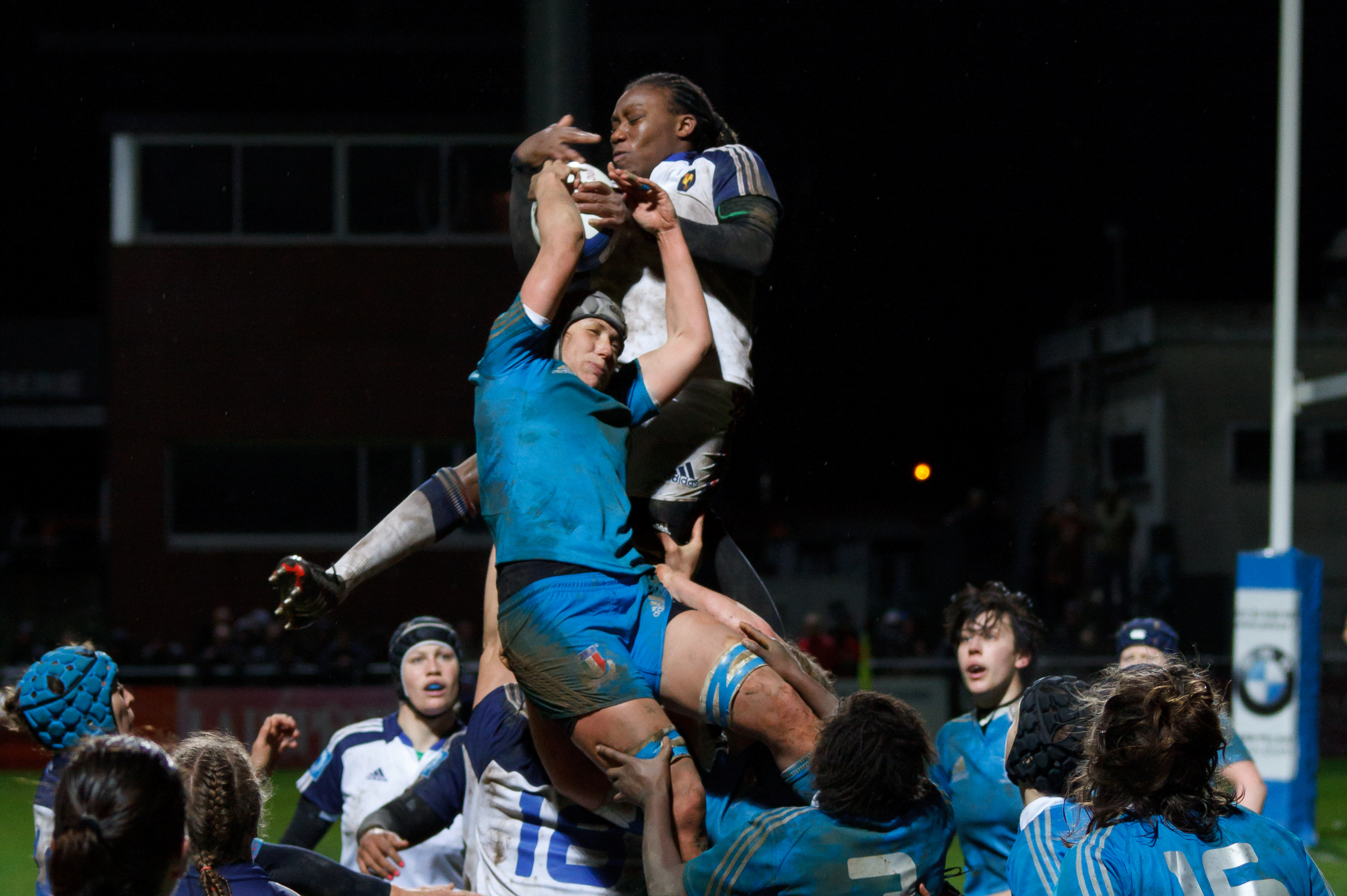
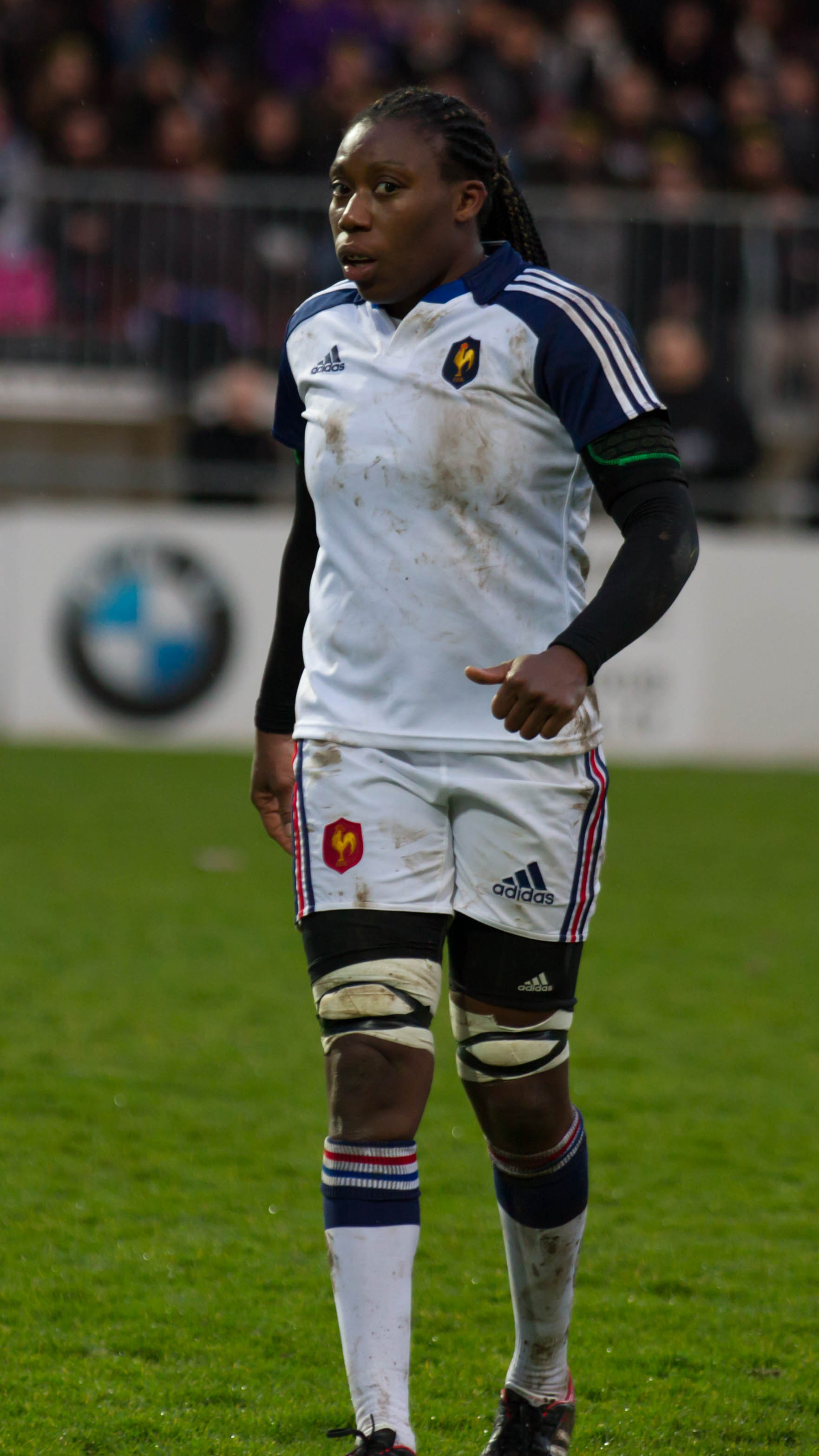
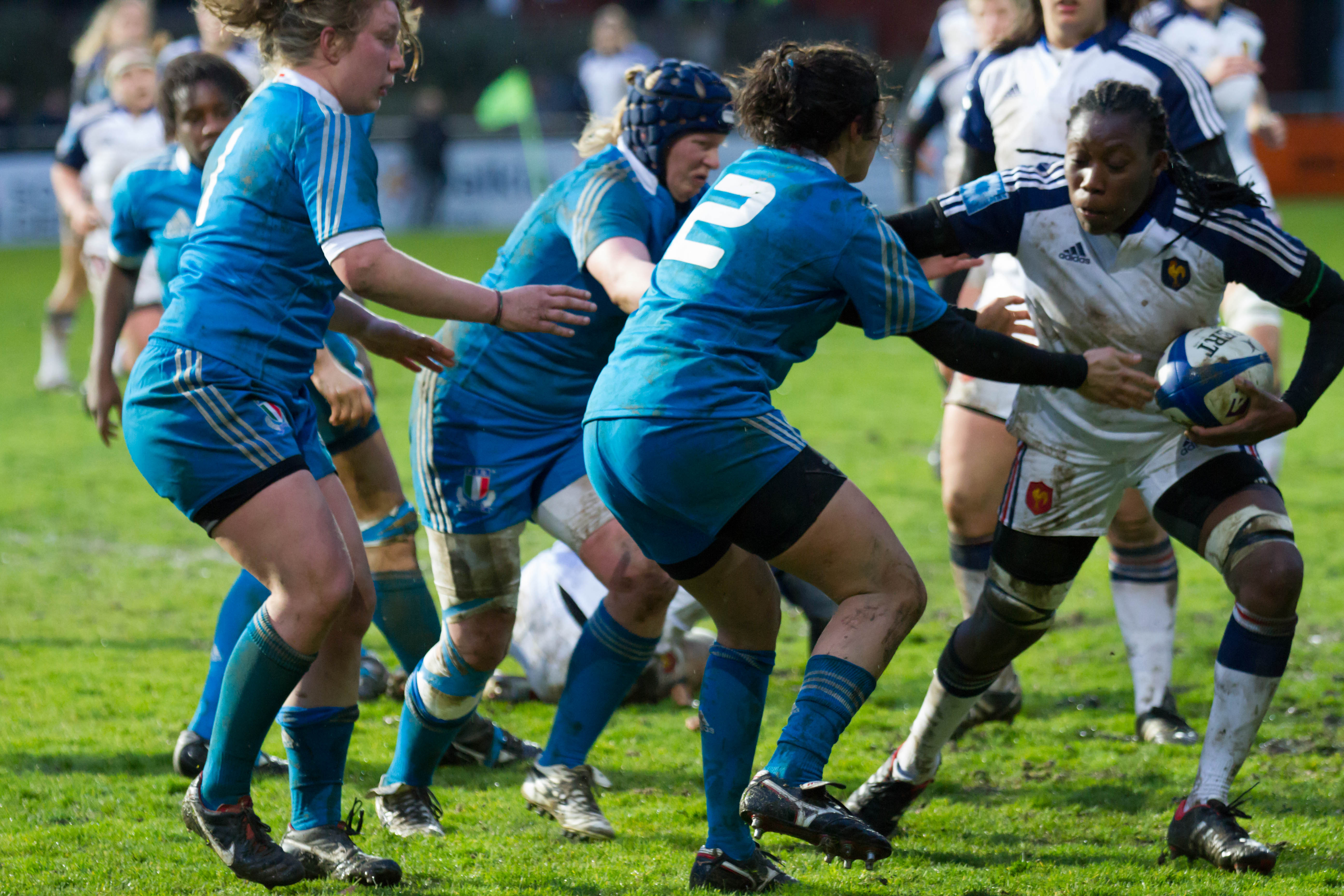